# Aleksander Helios
Aleksander Helios (Aleksandros Helios), ur. 40 p.n.e., syn Marka Antoniusza i Kleopatry, królowej Egiptu.
Otrzymał imię Helios (Słońce) a jego bliźniacza siostra imię Selene (Księżyc). Ogłoszony przez ojca królem Armenii i królem królów Medii i Partii oraz zaręczony z Jotape I – córką Artawesdesa I, króla Medii Atropatene podczas tzw. Donacji Aleksandryjskiej, jesienią 34 p.n.e. Po aneksji Egiptu przez Oktawiana, razem z rodzeństwem (jego bratem był również Ptolemeusz Filadelfos) został oddany pod straż Oktawii, siostry Augusta. Wziął udział w triumfie Augusta nad Egiptem w Rzymie w 29 p.n.e. Dalsze losy nieznane, prawdopodobnie zmarł pomiędzy 29 a 25 p.n.e. Po upadku Egiptu Jotape wróciła do ojca. Po 30 r. p.n.e. poślubiła Mitrydatesa III, króla Kommagene.
Wywód przodków:
| 4. Marek Antoniusz Kretyk |  |                    |  |  |                      |
|                           |  | 2. Marek Antoniusz |  |  |                      |
| 5. Julia                  |  |                    |  |  |                      |
|                           |  |                    |  |  | 1. Aleksander Helios |
| 6. Ptolemeusz XII         |  |                    |  |  |                      |
|                           |  | 3. Kleopatra VII   |  |  |                      |
| 7. Kleopatra V Tryfajna   |  |                    |  |  |                      |
|                           |  |                    |  |  |                      |